# Tadeusz Majle
Tadeusz Majle, ps. „Tadek” (ur. 23 sierpnia 1929 w Warszawie, zm. 11 sierpnia 1999) – polski lekarz, powstaniec warszawski, żołnierz  1 Dywizji Pancernej gen. Stanisława Maczka, profesor doktor habilitowany medycyny, zastępca dyrektora Państwowego Zakładu Higieny, kierownik Zakładu Ochrony Radiologicznej i Radiobiologii, sekretarz POP.

## Życiorys
W czasie II wojny światowej związał się z Zawiszą, był zastępowym w 16. Warszawskiej Drużynie Harcerzy. Wraz ze swoim zastępem uczestniczył w akcjach małego sabotażu. 25 lipca 1944 został zmobilizowany i otrzymał przydział jako łącznik. Wybuch powstania zaskoczył go w Śródmieściu, w trakcie roznoszenia rozkazów. Początkowo uczestniczył w walkach wraz z żołnierzami zgrupowania AK „Chrobry II”. Po kilku dniach dotarł do punktu koncentracji swojej drużyny. Wraz z drużyną obsługiwał Harcerską Pocztę Polową. W połowie września został ranny, uczestniczył jednak dalej w walkach. Po upadku powstania był więźniem stalagów w Lamsdorf i w Mühlberg/Elbe. Został uwolniony w czasie ewakuacji obozu. Następnie wstąpił do 1 Dywizji Pancernej gen. Stanisława Maczka. Służył w 1 pułku artylerii motorowej. Do Polski wrócił we wrześniu 1946.
Po wojnie kontynuował naukę w Liceum im. Władysława IV w Warszawie, do którego w czasie okupacji uczęszczał na tajne komplety. Po roku przeniósł się do Państwowego Gimnazjum i Liceum im. Stefana Batorego, gdzie w 1949 zdał egzamin maturalny. W 1955 uzyskał dyplom lekarza na Akademii Medycznej w Warszawie, a w 1964 rozpoczął pracę w Państwowym Zakładzie Higieny. Był autorem poradnika seksuologicznego „Co każde małżeństwo wiedzieć powinno” (wyd. PZWL 1958).
Opublikował ponad 130 prac naukowych. Został odznaczony m.in. Krzyżem Armii Krajowej, Warszawskim Krzyżem Powstańczym, Złotym Krzyżem Zasługi i Krzyżem Kawalerskim Orderu Odrodzenia Polski.